# Герцог Шлезвиг-Гольштейнский
Герцог Шлезвиг-Гольштейнг — титул главы Шлезвиг-Гольштейнского дома. Предки которые правили как Шлезвиг-Гольштейном , начиная с первого графа Гольштейна, получившего Шлезвиг, до тех пор, пока обе территории не были аннексированы Королевством Пруссия в 1866 году; а затем — титулярных герцогов.

## История
В ходе истории графство Гольштейн несколько раз делилось между наследующими сыновьями на шесть линий. В 1386 году король Дании Олуф II и его мать-регентша, королева Маргрете I , передали в Нюборге Герхарду VI, графу Гольштейн-Рендсборгскому, и его кровным преемникам герцогство Шлезвиг, которое находилось в руках королевской семьи до 1375 года. Он был как Герхард II герцогом Шлезвигским.
До 1390 года ветвь Рендсборгов объединяла по наследству все ветви, за исключением Гольштейн-Пиннебергской. Она оставалась отдельно управляемой территорией в Гольштейне, пока ее линия не пресеклась в 1640 году, когда Гольштейн-Пиннебергская была объединена в тогдашнее герцогство Гольштейн. Кроме того, упомянутые здесь правители, конечно, правили только Гольштейном и Шлезвигом в их соответствующем территориальном составе того времени, таким образом, без государств и территорий, которые позже объединились в то, что стало сегодняшним государством Шлезвиг-Гольштейн, например, Дитмарш, завоеванный и аннексированный в 1559 году, Саксен-Лауэнбург, объединенный в 1876 году, Гельголанд. В свою очередь, большая часть нынешних западных, северных и восточных пригородов в пределах Большого Гамбурга была уступлена Гольштейном 1 апреля 1937 года. Северный Шлезвиг вошел в состав Дании в 1920 году. Некоторые муниципалитеты Лауэнбурга и Мекленбурга были обменены Соглашением Барбера Лященко в 1945 году.
В 1460 году Шлезвиг перешёл под власть датского королевского дома Ольденбургов в лице Кристиана I, который унаследовал не только герцогство, датский феод, но и графство Гольштейн-Рендсбург, саксен-лауэнбургский субъект в Священной Римской империи, после смерти своего дяди по материнской линии Адольфа I (и VIII как граф Гольштейн-Рендсбург). В 1474 году сеньор Лауэнбурга император Фридрих III возвёл Кристиана из графа Гольштейн-Рендсбурга в герцога Гольштейна, таким образом став непосредственным вассалом империи. Меньший Гольштейн-Пиннеберг оставался графством, которым в дальнейшем управляла династия Шауэнбургов.
В 1544 году, после того как братья Кристиана III достигли совершеннолетия, они разделили герцогства Гольштейн (феод Священной Римской империи) и Шлезвиг (датский феод) необычным образом, после переговоров между братьями и сословиями королевства герцогств, которые выступали против фактического раздела. Они определили своего младшего брата Фридриха на карьеру лютеранского администратора церковного государства в пределах Священной Римской империи. Таким образом, доходы герцогств были разделены на три равные доли путем назначения доходов от отдельных территорий и земельных владений каждому из старших братьев, в то время как другие общие доходы, такие как налоги с городов и таможенные пошлины, взимались вместе, но затем делились между братьями. Поместья, доходы от которых были назначены сторонам, сделали Гольштейн и Шлезвиг похожими на лоскутные лоскуты, технически препятствуя появлению отдельных новых герцогств, как предполагалось поместьями герцогств. Светское правление в фискально разделенных герцогствах, таким образом, стало кондоминиумом сторон. Как герцоги Шлезвиг-Гольштейна, правители обоих домов носили формальный титул «герцог Шлезвиг, Гольштейн, Дитмаршен и Штормарн». Династическое название Гольштейн-Готторп происходит от технически более правильного герцога Шлезвига и Гольштейна в Готторпе.
Адольф, третий сын герцога и короля Фредерика I и второй младший единокровный брат короля Кристиана III, основал династическую ветвь под названием Дом Гольштейн-Готторп , которая является младшей ветвью тогдашнего королевского датского дома Ольденбургов. Датские монархи и герцоги Гольштейн-Готторп, перечисленные ниже, правили обоими герцогствами вместе в качестве общего правительства, однако собирали свои доходы в своих отдельных поместьях. Ганс II, которого удобно называть герцогом Шлезвиг-Гольштейн-Хадерслева, не имел потомства, поэтому от его стороны не появилось никакой ветви. Подобно вышеупомянутому соглашению, младший сын Кристиана III Ганс II добился для себя и своих наследников доли в доходах Гольштейна и Шлезвига в 1564 году, что составляло треть королевской доли, то есть девятую часть Гольштейна и Шлезвига с точки зрения фискальной. Однако Ганс II и его наследники не имели доли в кондоминиумном правлении, они были лишь титулярными разделенными герцогами. Доля Ганса II, умершего в 1580 году, была разделена пополам между Адольфом и Фредерика II, тем самым снова увеличив королевскую долю на фискальную шестую часть Гольштейна и Шлезвига. В результате сложное фискальное разделение обоих отдельных герцогств, Гольштейна и Шлезвига, с долями каждой стороны, разбросанными по обоим герцогствам, обеспечило им кондоминиальное управление, связывающее их вместе, частично заменяя их юридически различную принадлежность как Священной Римской империи и датских феодалов.

## Список правителей Шлезвиг-Гольштейна
| имя и фото                        | имя и фото | Досье | Примечание |
| --------------------------------- | ---------- | --- | --- |
| Кристиан I                        |            | Король Дании c 1448г. Христиан I, Граф Ольденбургский и Дельменхорстский с 1440г., Король Норвегии с 1450г., Король Швеции в 1457-1464гг., Герцог Шлезвиг-Гольштейнский с 1460г. (февраль 1426–21 мая 1481). | Первый правитель Шлезвига, унаследованного от Гольштейн-Рендсбурга. Также король Дании и Кальмарской унии . |
| Иоганн                            |            | Король Дании, Норвегии, Вендов и Готов Иоанн I, Герцог Шлезвиг-Гольштейнский, Король Швеции как Иоанн II в 1497-1501гг., третий сын Христиана I (2 февраля 1455 - 20 февраля 1513). | Совместно правившие в Шлезвиге братья Иоганн и Фридрих правили вместе, а после смерти Иоганна Фридрих сохранил соправительство со своим племянником Кристианом II. В 1523 году последний был низложен и в Дании, и в Шлезвиге. Они также были по очереди королями Дании : Иоганн 1481–1513, Кристиан 1513–23, Фридрих 1523–33. Иоганн и Кристиан также были королями Кальмарской унии . |
| Фредерик                          |            | король Дании с 26 марта 1523 года (провозглашен королём в изгнании, низложил Кристиана II) и Норвегии с 23 августа 1524 года, герцог Шлезвиг-Гольштейна.Фредерик был сыном короля Дании Кристиана I и Доротеи Бранденбургской (дат. Dorothea af Brandenburg, ок. 1430—1495). Представитель династии Ольденбургов. Он является ближайшим общим предком по прямой мужской линии между по старшей линии датскими, греческими, норвежскими и шлезвигскими монархами и нынешними британскими наследниками, и по младшей линии русскими, шведскими, готторпскими и ольденбургскими монархами. | Совместно правившие в Шлезвиге братья Иоганн и Фридрих правили вместе, а после смерти Иоганна Фридрих сохранил соправительство со своим племянником Кристианом II. В 1523 году последний был низложен и в Дании, и в Шлезвиге. Они также были по очереди королями Дании : Иоганн 1481–1513, Кристиан 1513–23, Фридрих 1523–33. Иоганн и Кристиан также были королями Кальмарской унии . |
| Кристиан II                       |            | король Дании и Норвегии с 22 июля 1513 по 13 апреля 1523, король Швеции с 1 ноября 1520 по 23 августа 1521, из династии Ольденбургов. Сын короля Иоганна и Кристины Саксонской (1461—1521). | Совместно правившие в Шлезвиге братья Иоганн и Фридрих правили вместе, а после смерти Иоганна Фридрих сохранил соправительство со своим племянником Кристианом II. В 1523 году последний был низложен и в Дании, и в Шлезвиге. Они также были по очереди королями Дании : Иоганн 1481–1513, Кристиан 1513–23, Фридрих 1523–33. Иоганн и Кристиан также были королями Кальмарской унии . |
| Кристиан III                      |            | король Дании с 29 июля 1536 года (провозглашён королём в изгнании 19 августа 1535) и Норвегии с 1 апреля 1537 года. Старший сын датского короля Фредерика I и его первой супруги Анны Бранденбургской. Провёл лютеранскую реформу (1536) и, установив прочные связи церкви и короны, заложил основы абсолютизма датской монархии XVII века. | Кристиан был также королём Дании . В 1544 году разделил Шлезвиг со своими единокровными братьями. Иоганн получил Шлезвиг-Гольштейн-Хадерслев, а Адольф Шлезвиг-Гольштейн-Готторп. |
| Ганс                              |            | единственный герцог Шлезвиг-Гольштейн-Хадерслевский. «Старшим» его называют, чтобы отличить от его племянника, тоже Ганса, который стал после его смерти правителем части герцогства. | Кристиан был также королём Дании . В 1544 году разделил Шлезвиг со своими единокровными братьями. Иоганн получил Шлезвиг-Гольштейн-Хадерслев, а Адольф Шлезвиг-Гольштейн-Готторп. |
| Адольф                            |            | Адольф Гольштейн-Готторпский (нем. Adolf I von Schleswig-Holstein-Gottorf; 25 января 1526 — 1 октября 1586) — первый герцог Гольштейн-Готторпский, основатель Гольштейн-Готторпской линии Ольденбургской династии.Адольф был третьим сыном датского короля Фредерика I и его второй жены Софии Померанской. Фредерик отдал сына для обучения ко двору ландграфа Филиппа Гессенского, и Адольф провёл четыре года в замке Филиппа в Касселе. | Кристиан был также королём Дании . В 1544 году разделил Шлезвиг со своими единокровными братьями. Иоганн получил Шлезвиг-Гольштейн-Хадерслев, а Адольф Шлезвиг-Гольштейн-Готторп. |
| Фредерик II                       |            | король Дании и Норвегии с 1 января 1559 года, из династии Ольденбургов. Сын датского короля Кристиана III и Доротеи Саксен-Лауэнбургской. | Король Дании |
| Фредерик III                      |            | король Дании и Норвегии с 28 февраля 1648. Из династии Ольденбургов. Сделал Данию страной с наследственной, а затем и абсолютной монархией, просуществовавшей до 1849 года. Во время правления Фредерика Дания участвовала вместе с союзниками в Северной войне против Швеции. | Гольштейн-Готторпы |
| Филипп Гольштейн-Готторпский      |            | третий герцог Гольштейн-Готторпский. Филипп был вторым сыном герцога Адольфа Гольштейн-Готторпского и Кристины Гессен-Кассельской. После смерти отца в 1586 году титул перешёл к старшему сыну Фридриху II, однако тот сам скончался в следующем году, не имея наследника, и потому в 1587 году герцогом стал Филипп. Три года спустя умер и Филипп, также не имея наследника, и новым герцогом Гольштейн-Готторпским стал третий сын Адольфа — Иоганн Адольф. | Гольштейн-Готторпы |
| Кристиан IV                       |            | король Дании и Норвегии с 4 апреля 1588 года, при котором датское государство достигло вершины своего могущества. Занимал престол 59 лет — дольше, чем кто-либо в датской истории. | Король Дании |
| Иоганн Адольф                     |            | Иоганн Адольф (родился 27 февраля 1575 года в замке Готторф ; † 31 марта 1616 года в Шлезвиге ) был первым протестантским принцем-епископом Любека (1586–1607) и вторым протестантским избранным архиепископом Бремена (1585–1596). , а также герцог Шлезвиг -Гольштейн-Готторфский (1590–1616). | Гольштейн-Готторпы |
| Фридрих III Гольштейн-Готторпский |            | герцог Гольштейн-Готторпский. Фридрих был старшим сыном Иоганна Адольфа Гольштейн-Готторпского и Августы Датской, дочери короля Фредерика II. | Гольштейн-Готторпы |
| Фредерик III                      |            | король Дании и Норвегии с 28 февраля 1648. Из династии Ольденбургов. Сделал Данию страной с наследственной, а затем и абсолютной монархией, просуществовавшей до 1849 года. Во время правления Фредерика Дания участвовала вместе с союзниками в Северной войне против Швеции. | Король Дании |
| Кристиан Альбрехт                 |            | Кристиан Альбрехт был пятым сыном Фридриха III Гольштейн-Готторпского и Марии Елизаветы Саксонской, однако все его старшие братья умерли, и к 1656 году он стал наследником отца. Кристиан Альбрехт стал герцогом после того, как его отец скончался в замке Тённинг, осаждённом датскими войсками. | Гольштейн-Готторпы |
| Кристиан V                        |            | Король Дании и Норвегии с 9 февраля 1670 года. Из династии Ольденбургов. Сын Фредерика III и Софии Амалии Брауншвейг-Люнебургской. 14 мая 1667 в городе Нюкёбинг женился на Шарлотте Амалии Гессен-Кассельской. Коронован 9 февраля 1670 года. | Король Дании |
| Фридрих IV                        |            | герцог Шлезвига, представитель Гольштейн-Готторпской династии, участник Северной войны. Генерал. | Гольштейн-Готторпы |
| Фредерик IV                       |            | король Дании и Норвегии с 25 августа [4 сентября] 1699 по 12 октября 1730 года, представитель рода Ольденбургов. Во время Северной войны дважды выступал как союзник России (1700; 1709-1720) и дважды заключал сепаратный мир со Швецией (1700; 1720). | Король Дании |
| Карл Фридрих                      |            | Герцог Гольштейн-Готторпский Карл Фридрих I, супруг Цесаревны Анны Петровны (30 апреля 1700 - 18 июня 1739). | Гольштейн-Готторпы |
| Кристиан VI                       |            | король Дании и Норвегии с 12 октября 1730 года. Из Ольденбургской династии. Сын датского короля Фредерика IV и Луизы Мекленбург-Гюстровской. Женился на Софии Магдалене Бранденбург-Кульмбахской, дочери Кристиана Генриха Бранденбург-Кульмбахского. | Король Дании |
| Пётр Фёдорович                    |            | Император Всероссийский с 25 декабря 1761г./7 января 1762г. Пётр III Феодорович, Герцог Гольштейн-Готторпский с 1739г., отрёкся от Престола 29 июня/12 июля 1762г., единственный сын Цесаревны Анны Петровны (23 февраля 1728 - 6/19 июля 1762). | Гольштейн-Готторп-Романовы |
| Фредерик V                        |            | король Дании и Норвегии с 6 августа 1746 года. Из Ольденбургской династии. Сын датского короля Кристиана VI и Софии Магдалены Бранденбург-Кульмбахской. | Король Дании |
| Павел Петрович                    |            | Император Всероссийский Павел I Петрович Мученик, единственный сын Петра III и Екатерины II (20 сентября/3 октября 1754 — 11/24 марта 1801). | Гольштейн-Готторп-Романовы |
| Кристиан VII                      |            | король Дании и Норвегии с 14 января 1766 года, официально до смерти, а фактически только по 1769 год. | Король Дании |
| Фредерик VI                       |            | принц-регент Дании и Норвегии в 1784—1808 годах, король Дании и Норвегии в 1808—1814 годах, король Дании с 1814 года, из династии Ольденбургов. Сын Кристиана VII и его двоюродной сестры Каролины Матильды, по матери племянник британского короля Георга III. Представитель так называемого просвещённого абсолютизма. | Король Дании |
| Фредерик VI                       |            | король Норвегии с 19 мая по 10 октября 1814 года, король Дании с 1839 года. В 1839 году был награждён орденом Св. Андрея Первозванного | Король Дании |
| Кристиан VIII                     |            | король Дании с 1848 года, из династии Ольденбургов.Фредерик был последним датским королём из династии Ольденбургов и последним абсолютным монархом Дании. Во время своего правления он подписал конституцию, которая учредила парламент и провозгласила страну конституционной монархией.Был одним из самых популярных датских королей. Причина тому была не только в том, что он отказался от абсолютизма, но и в его личных качествах. Он был близким к народу и неподдельно искренним, простым и в то же время величавым монархом; во время своих путешествий по Дании общался с простыми людьми. | Король Дании |
| Кристиан IX                       |            | король Дании с 1863 по 1906, из династии Глюксбургов. Дед английского короля Георга V и российского императора Николая II.Король Кристиан находился в тесных родственных связях с королевскими домами Европы. Он был отцом двух королей — своего преемника Фредерика VIII и короля Греции Георга I, британской королевы Александры, жены Эдуарда VII, и российской императрицы Марии Фёдоровны, жены Александра III.Кристиан приходился, таким образом, дедом Николаю II, который называл его в своём дневнике Апапа́ («Дедушка», французское детское слово). Среди других внуков Кристиана — Константин I Греческий, Георг V Великобританский, Хокон VII Норвежский. Этот невероятный успех потомства Кристиана и Луизы — «тестя» и «тёщи Европы», как их называли — связывают не с талантами короля, а с династическими амбициями его жены.Сейчас большинство монархов Европы являются прямыми потомками Кристиана IX. | Король Дании |

В 1864 году, после Второй Шлезвигской войны, герцогства Шлезвиг и Гольштейн были уступлены датским королем и управлялись в совместном кондоминиуме Австрией и Пруссией. После поражения Австрии в австро-прусской войне в 1866 году они были аннексированы Пруссией и были образованы в новую прусскую провинцию Шлезвиг-Гольштейн, часть Германии с 1870 года.

## Титулярный герцог Шлезвиг-Гольштейнский
1. Фридрих Вильгельм, герцог Шлезвиг-Гольштейн-Зондербург-Глюксбургский (1785—1831), герцог Шлезвиг-Гольштейн-Зондербург-Глюксбургский[8]
2. Карл (1813—1878), старший сын герцога Фридриха Вильгельма, герцог Глюксбургский (1831—1878)
3. Фридрих (1814—1885), второй сын герцога Фридриха Вильгельма, титулярный герцог Глюксбургский (1878—1885)
4. Фридрих Фердинанд (1855—1934), сын герцога Фридриха, титулярный герцог Глюксбургский (1885—1934)[9]
5. Вильгельм Фридрих (1891—1965), сын герцога Фридриха Фердинанда, титулярный герцог Шлезвиг-Гольштейнский и Глюксбургский (1934—1965)
6. Петер (1922—1980), сын герцога Вильгельма Фридриха, титулярный герцог Шлезвиг-Гольштейнский и Глюксбургский (1965—1980)
7. Кристоф (1949—2023), сын герцога Петера, титулярный герцог Шлезвиг-Гольштейнский и Глюксбургский (1980-2023)
8. Фридрих Фердинанд, герцог Шлезвиг-Гольштейнский (1985 г), сын герцога Кристофа, титулярный герцог Шлезвиг-Гольштейнский и Глюксбургский (с 2023)